# Thư viện chuẩn
Thư viện chuẩn, tiếng Anh: standard library, trong lập trình máy tính là thư viện được cung cấp sẵn thông qua các hiện thực của một ngôn ngữ lập trình. Các thư viện này được mô tả theo quy ước trong đặc tả ngôn ngữ lập trình; tuy nhiên, nội dung của các thư viện liên đới tới ngôn ngữ có thể được xác định (một phần hay toàn bộ) bởi các hoạt động không chính thức của cộng đồng ngôn ngữ đó.

## Ví dụ về thư viện chuẩn
- Thư viện chuẩn C, cho ngôn ngữ lập trình C
- Thư viện chuẩn C++, cho ngôn ngữ lập trình C++
- Framework Class Library (FCL), cho .NET Framework
- Java Class Library (JCL), cho ngôn ngữ lập trình Java, và Java Platform
- Thư viện chuẩn Factor, cho ngôn ngữ lập trình Factor
- Thư viện chuẩn Ruby Lưu trữ ngày 8 tháng 12 năm 2011 tại Wayback Machine, cho ngôn ngữ lập trình Ruby
- Thư viện chuẩn Python, cho ngôn ngữ lập trình Python
- Standard Libraries (CLI)